# Koenigia
Koenigia es un género de plantas de la familia Polygonaceae. El género Aconogonon se ha fusionado en Koenigia. El género incluye plantas anuales y perennes distribuidas en las regiones árticas, templadas y alpinas del hemisferio norte. Debido a diferencias en el tratamiento taxonómico, algunos autores enumeran alrededor de 60 especies dentro del género mientras que otros alrededor de 40. Muchas de las especies de Koenigia se utilizan ampliamente como plantas ornamentales, forrajeras, curtientes y medicinales. Sin embargo, algunos de ellos, cuando se introducen fuera de sus áreas de distribución naturales, pueden propagarse espontáneamente, lo que representa una amenaza para la biodiversidad nativa.

## Descripción
Las especies de Koenigia son plantas herbáceas anuales o perennes, que crecen de las raíces. Las flores están dispuestas en inflorescencias terminales o axilares. Las flores tienen pulpos pálidos: blanco, verdoso a amarillo amarillento o rosa. Las semillas nacen en aquenes que, por lo general, son de color marrón o negro y no tienen alas.

## Taxonomía

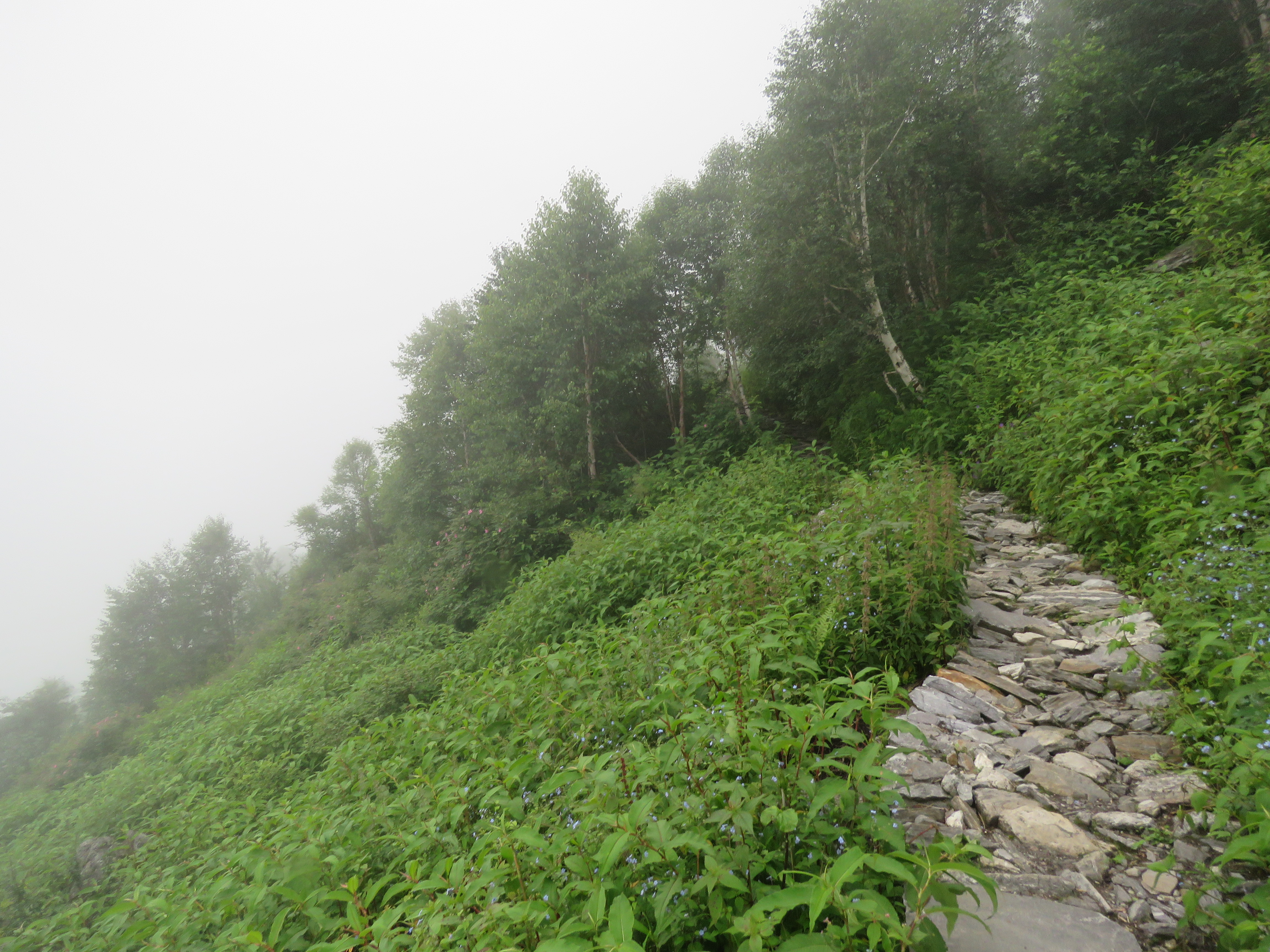
Especies del género Koenigia a orillas de una colina del parque nacional del Valle de las Flores.

El género Koenigia fue erigido por Carlos Linneo en 1767, inicialmente para la especie tipo Koenigia islandica. Los límites entre los géneros en la familia Polygonaceae y las relaciones entre ellos han sido un problema durante mucho tiempo. En un momento, muchas especies fueron colocadas en el género Polygonum. Durante mucho tiempo el único representante del género Koenigia (Polygonaceae) fue la K. islandica. El aislamiento de esta especie a su género fue reducido por Karl Olov Hedberg en 1946, quien eliminó varias especies de Polygonum hacia Koenigia basándose en la similitud del polen. Koenigia se ubica en la tribu Persicarieae, cuya historia taxonómica ha sido descrita como "excepcionalmente enrevesada, incluso para los estándares de Polygonaceae".
Un estudio filogenético molecular de la subfamilia Polygonoideae realizado en 2015 mostró que el género Koenigia era polifilético con respecto al género Aconogonon. Estudios adicionales sobre la morfología de las flores, la anatomía del fruto y del pecíolo, el número básico de cromosomas, etc., revelaron similitudes adicionales entre varias especies, lo que llevó a una revisión taxonómica del género Koenigia. Un estudio anterior había llegado a una conclusión similar y había sugerido que se crearan géneros adicionales para mantener los taxones monofiléticos. Los autores del estudio de 2015 prefirieron la alternativa de fusionar los dos géneros, una propuesta aceptada por otras fuentes. Usando amplias circunscripciones de los géneros, el estudio de 2015 sugirió que las relaciones dentro de la tribu Persicarieae eran:
|  | Persicaria (comparando secciones Echinocaulon, Tovara y Cephalophilon)        |
|  |                                                                               |
|  | \| \| Bistorta \| \| \| \| \| \| Koenigia (incluyendo Aconogonon) \| \| \| \| |
|  |                                                                               |
|  | Bistorta                                                                      |
|  |                                                                               |
|  | Koenigia (incluyendo Aconogonon)                                              |
|  |                                                                               |

|  | Bistorta                         |
|  |                                  |
|  | Koenigia (incluyendo Aconogonon) |
|  |                                  |

### Especies
A febrero de 2019, Plants of the World Online (Plantas del mundo en línea) aceptó las siguientes especies:
| - Koenigia alaskana (Small) T.M.Schust. & Reveal - Koenigia alpina (All.) T.M.Schust. & Reveal - Koenigia campanulata (Hook.f.) T.M.Schust. & Reveal - Koenigia cathayana (A.J.Li) T.M.Schust. & Reveal - Koenigia chuanzangensis Z.Z.Zhou & Y.J.Min - Koenigia coriaria (Grig.) T.M.Schust. & Reveal - Koenigia cyanandra (Diels) Mesícek & Soják - Koenigia davisiae (W.H.Brewer ex A.Gray) T.M.Schust. & Reveal - Koenigia delicatula (Meisn.) H.Hara - Koenigia divaricata (L.) T.M.Schust. & Reveal - Koenigia × fennica f(Reiersen) T.M.Schust. & Reveal - Koenigia fertilis Maxim. - Koenigia filicaulis (Wall. ex Meisn.) T.M.Schust. & Reveal - Koenigia forrestii (Diels) Mesícek & Soják - Koenigia hedbergii Bo Li & W.Du - Koenigia hookeri (Meisn.) T.M.Schust. & Reveal - Koenigia islandica L. - Koenigia jurii (A.K.Skvortsov) T.M.Schust. & Reveal | - Koenigia lichiangensis (W.W.Sm.) T.M.Schust. & Reveal - Koenigia limosa (Kom.) T.M.Schust. & Reveal - Koenigia mollis (D.Don) T.M.Schust. & Reveal - Koenigia nepalensis D.Don - Koenigia nummularifolia (Meisn.) Mesícek & Soják - Koenigia ocreata (L.) T.M.Schust. & Reveal - Koenigia panjutinii (Kharkev.) T.M.Schust. & Reveal - Koenigia phytolaccifolia (Meisn. ex Small) T.M.Schust. & Reveal - Koenigia pilosa Maxim. - Koenigia polystachya (Wall. ex Meisn.) T.M.Schust. & Reveal - Koenigia relicta (Kom.) T.M.Schust. & Reveal - Koenigia rumicifolia (Royle ex Bab.) T.M.Schust. & Reveal - Koenigia songarica (Schrenk) T.M.Schust. & Reveal - Koenigia tortuosa (D.Don) T.M.Schust. & Reveal - Koenigia tripterocarpa (A.Gray) T.M.Schust. & Reveal - Koenigia weyrichii (F.Schmidt) T.M.Schust. & Reveal - Koenigia yatagaiana (T.Mori) T.C.Hsu & S.W.Chung |

## Distribución y hábitat
Las especies de Koenigia se encuentran en praderas, a lo largo de las orillas de los arroyos, o en laderas rocosas en regiones árticas, templadas y alpinas del hemisferio norte.